# Salto in die Seligkeit
Salto in die Seligkeit ist eine österreichische Filmkomödie von Fritz Schulz, der auch die Hauptrolle übernahm. An seiner Seite spielte Olly Gebauer.

## Handlung
Fritz Wiesinger ist ein talentierter Artist, nur leider ohne Arbeit. Da er eine Menge Ideen besitzt, spricht er eines Tages im Warenhaus Rudi Mays vor und macht ihm Vorschläge, wie man den schlecht laufenden Laden mit ein paar smarten Einfällen für eine bessere Werbung und Außenpräsentation wieder in Schwung bringen könnte. Mays Geschäftsführer Braun gefallen diese Vorschläge derart gut, dass er diese gegenüber seinem Chef, Herrn May, als die eigenen „verkauft“. Wiesingers Existenz wird von Braun vor May geheim gehalten, stattdessen soll der Hungerkünstler als falscher Kunde eingestellt werden. Er soll fortan den „Animator“ gegenüber echten Kunden geben und selbige geschickt dazu bewegen, Ware im Hause May käuflich zu erwerben.
Eines Tages lernt Fritz in der Tram die hübsche Anny kennen. Beide sind sich sogleich sympathisch, und die kleine Blumenverkäuferin besucht eines Tages das Warenhaus May, nur um Fritz eine preiswerte Armbanduhr zu kaufen. Durch ein Missverständnis glaubt sie, dass ihr Fritz, dessen Beruf sie bislang nicht kennt und der sich im feinen Geschäftszwirn teure Uhren vorlegen lässt, andere Frauen als Freundinnen hat, und verlässt überstürzt das Geschäft. Hausdetektiv Kriegel hindert Fritz daran, ihr nachzulaufen, da er befürchtet, dass Fritz mit dem teuren Arbeitsanzug abhauen wolle. 
Eine weitere Frau in dieser Geschichte ist die Revuetänzerin Ilona. Sie ist mit dem Warenhausbesitzer May liiert. Auch sie weiß nicht von Wiesingers Funktion in dem Geschäft ihres Freundes und hält ihn in seinem edlen Outfit für einen betuchten Adeligen. Daher lädt sie Fritz in das Etablissement ein, wo sie auftritt. Ilona plant, Fritz dazu zu überreden, sein Geld in Mays Geschäft zu investieren. Bald geraten die Dinge außer Kontrolle: Herr May, dem der verschlagene Geschäftsführer Braun Fritz als klugen Ideenlieferant bislang vorenthalten hat, hält seinen Angestellten Wiesinger für den vermögenden Baron Rilioli, den er finanziell anzapfen könnte, während Anny von Mays Hausdetektiv Kriegel gesagt bekommt, dass Fritz lediglich ein verhinderter Ladendieb sei.
Dann aber klärt sich alles auf. Fritz Wiesinger erklärt Herrn May gegenüber, wer er wirklich ist und macht diesem klar, dass seine cleveren Werbeideen besser sind als jeder noch so fette Kredit. Schließlich trägt er auch noch eine Werbelied vor, das bald die Runde macht und Mays Geschäft langfristig saniert. May ist derart begeistert, dass er Fritz wenig später Brauns Posten übergibt. Und natürlich wird aus dem neuen Geschäftsführer und dem braven Blumenmädchen Anny ein Paar.

## Produktionsnotizen
Salto in die Seligkeit entstand ab dem 24. August 1934 und wurden im darauf folgenden Monat beendet. Der Film wurde  in der österreichischen Hauptstadt am 23. November 1934 uraufgeführt. Massenstart war am 7. Dezember desselben Jahres. Angesichts der starken jüdischen Beteiligung (Regisseur und Hauptdarsteller Schulz, Drehbuchautor Rudolf Bernauer, Kameramann Viktor Gluck, die Darsteller Rosy Barsony und Felix Bressart, der Komponist Hans May, der Produzent Rudi Loewenthal etc.) wurde der Film in Hitler-Deutschland nicht herausgebracht. Die deutsche Erstaufführung erfolgte erst am 9. Dezember 1950. Dort erhielt der Film den neuen Titel Ein Sonntag im Sommer in Wien.
Oskar Etwanik und Stefan Wessely zeichneten für die Filmbauten verantwortlich, Gerdago für die Kostüme. Für den Ton sorgte Alfred Norkus, Karl Ehrlich war Produktionsleiter. 

## Musik
Folgende Musiktitel Hans Mays wurden gespielt:
- Der May, der May, der May
- Ein Sonntag so sonnig wie nie
- Im Vorübergeh’n lacht das Glück uns manchmal an

Die Liedtexte verfasste Karl Farkas.

## Kritiken
Paimann’s Filmlisten resümierte: „Nach recht schwachem Auftakt hebt sich die schwache Handlung merklich. Die Regie bewahrt sie vor Gefühlsduselei Marke Vienna, verpaßt aber ebenso den Anschluß an den moderneren Komödienstil: Es fehlt ihr ein Letztes. Bewährter Komiker beiderlei Geschlechts sind mehr oder weniger diskret eingesetzt (…) Immerhin ein guter Mittelfilm.“
Auf film.at heißt es: „Den ersten unabhängigen Film einer Wiener Produktionsgesellschaft in Personalunion von Regisseur, Mitproduzent und Hauptdarsteller realisierte Fritz Schulz. Dem umtriebigen Schauspieler und Autor gelang mit seinem Regiedebüt eine temperamentvolle Mischung aus Wiener Film und Kriminalgroteske. Geschickt montierte Schulz beliebte lokale Klischees – das süße Wiener Mädel, den amüsanten Nörgler etc. – in eine Handlung, die der Tradition des Verwechslungslustspiels verpflichtet ist.“

„Musikalische Verwechslungskomödie, die schon zum Zeitpunkt ihrer (verspäteten) deutschen Erstaufführung recht altmodische Unterhaltung bot.“